# 鬼越站
鬼越站（日语：／ Onigoe eki */?）是位於日本千葉縣市川市鬼越一丁目，屬於京成電鐵本線的鐵路車站。車站編號是KS17。

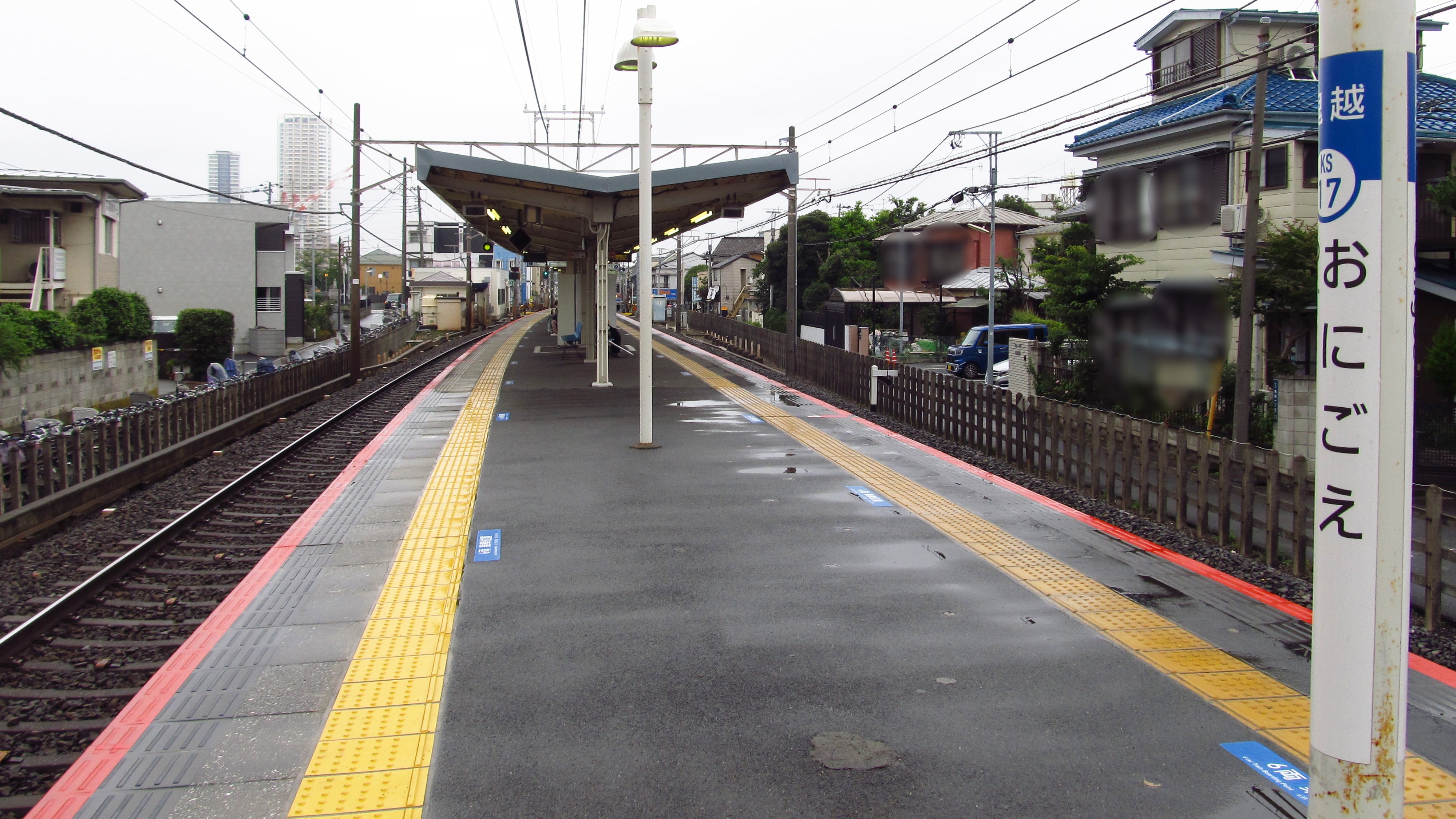
月台(2019年7月)

## 年表
- 1935年（昭和10年）8月3日 - 車站啟用，當時稱為中山鬼越站。
- 1943年（昭和18年）2月1日 - 車站改稱鬼越站。

## 車站構造
本站為島式月台1面2線地面車站。站內有平交道。站房位於京成八幡側，設有自動驗票閘門。
| 月台 | 路線     | 方向 | 目的地                                     |
| ---- | -------- | ---- | ------------------------------------------ |
| 1    | 京成本線 | 下行 | 日暮里、上野、押上、 淺草線、 京急本線方向 |
| 2    | 京成本線 | 上行 | 船橋、成田機場、千葉方向                   |

## 使用情況
2016年度1日平均上下車人次為5,309人，京成線內69個車站當中排行第50位。
近年1日平均上下、上車人次推移如下表。
| 年度               | 1日平均 上下車人次 | 1日平均 上車人次 |
| ------------------ | ------------------ | ---------------- |
| 1998年（平成10年） |                    | 2,389            |
| 1999年（平成11年） |                    | 2,306            |
| 2000年（平成12年） |                    | 2,258            |
| 2001年（平成13年） |                    | 2,227            |
| 2002年（平成14年） |                    | 2,222            |
| 2003年（平成15年） | 4,614              | 2,281            |
| 2004年（平成16年） | 4,636              | 2,301            |
| 2005年（平成17年） | 4,630              | 2,293            |
| 2006年（平成18年） | 4,552              | 2,265            |
| 2007年（平成19年） | 4,581              | 2,297            |
| 2008年（平成20年） | 4,617              | 2,324            |
| 2009年（平成21年） | 4,770              | 2,397            |
| 2010年（平成22年） | 4,822              | 2,424            |
| 2011年（平成23年） | 4,707              | 2,357            |
| 2012年（平成24年） | 4,750              | 2,379            |
| 2013年（平成25年） | 4,831              |                  |
| 2014年（平成26年） | 4,938              |                  |
| 2015年（平成27年） | 5,067              |                  |
| 2016年（平成28年） | 5,309              |                  |

## 車站周邊
- 市川稅務署（日语：税務署）
- 市川市消防局（日语：市川市消防局）東消防署
- 市川鬼越郵便局
- 市川北方郵便局
- 市川簡易裁判所（日语：市川簡易裁判所）
- 真間川（日语：真間川）
- NIKKE COLTON PLAZA（日语：ニッケコルトンプラザ）

## 巴士路線
| 乘車處 | 系統 | 主要行經地                           | 目的地         | 運行公司 | 備註 |
| ------ | ---- | ------------------------------------ | -------------- | -------- | ---- |
| 鬼越站 | 本71 | 市川學園、姫宮團地入口、大野町三丁目 | 醫療中心入口   | 京成巴士 |      |
| 鬼越站 | 本71 | 市役所                               | 本八幡站       | 京成巴士 |      |
| 鬼越站 | 本73 | 市川學園                             | 醫療中心入口   | 京成巴士 |      |
| 鬼越站 | 本73 | NIKKE COLTON PLAZA、市役所           | 本八幡站       | 京成巴士 |      |
| 鬼越站 | 本74 | 市川學園                             | 市川學園正門前 | 京成巴士 |      |
| 鬼越站 | 本74 | 市役所                               | 本八幡站       | 京成巴士 |      |

## 相鄰車站
京成電鐵
 本線
■快速特急、■特急、■通勤特急、■快速
通過
■普通
京成八幡（KS16）－鬼越（KS17）－京成中山（KS18）

## 外部連結
- 鬼越｜電車與車站資訊｜京成電鐵
- 鬼越站PDF - 京成電鐵